# Kiambu
Kiambu – miasto w Kenii, stolica hrabstwa Kiambu. W 2019 liczyło 147,9 tys. mieszkańców. Jest częścią obszaru metropolitalnego Nairobi.